# Onthophagus capella
Onthophagus capella är en skalbaggsart som beskrevs av Kirby 1818. Onthophagus capella ingår i släktet Onthophagus och familjen bladhorningar. Inga underarter finns listade i Catalogue of Life.